# Cmentarz przycerkiewny w Luchowie Górnym
Cmentarz przycerkiewny w Luchowie Górnym – nekropolia prawosławna w Luchowie Górnym założona równocześnie z budową cerkwi prawosławnej w latach 1844–1861.

## Historia i opis
Pierwszy prawosławny, następnie unicki i ponownie prawosławny cmentarz w Luchowie Górnym znajdował się obok starej, wzmiankowanej w 1589 cerkwi, która była położona w rejonie obecnego cmentarza rzymskokatolickiego. W latach 1844–1861 w miejscowości budowana była nowa świątynia, w innym miejscu, przy niej odbywały się pochówki. W tym czasie wytyczono również nowy cmentarz za wsią. Cmentarz przestał być użytkowany na początku lat. 20. XX wieku, gdyż cerkiew w Luchowie Górnym została w tym czasie zrewindykowana na rzecz Kościoła rzymskokatolickiego.
Na terenie nekropolii zachował się jeden nagrobek – grób prawosławnego kapłana Michaiła Gersztańskiego, zmarłego w 1901. Ma on postać poziomej granitowej płyty na katafalkowej podstawie z metalowym krzyżem dostawionym później.